# Бременский клабен

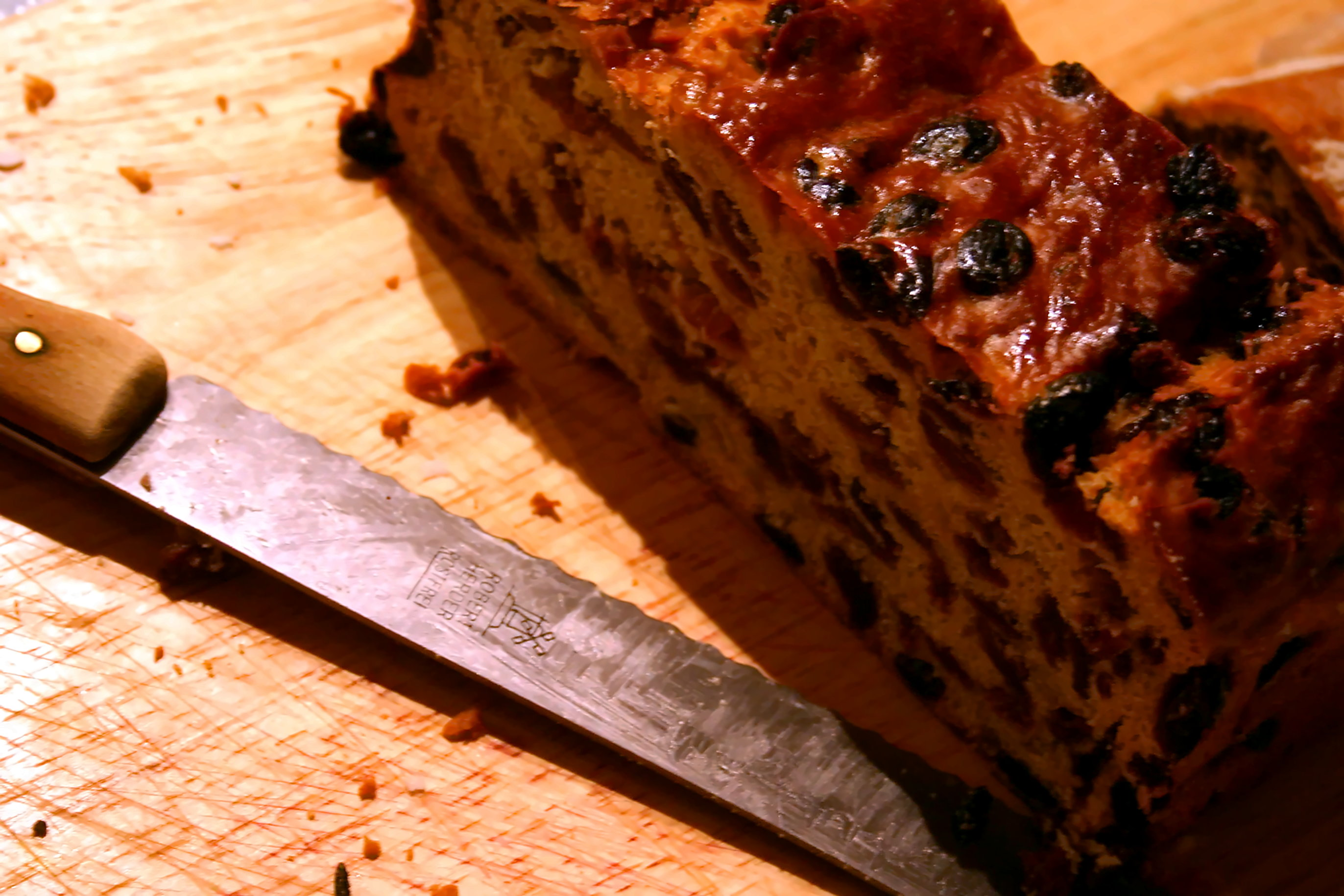
Бременский клабен

Бременский кла́бен (нем. Bremer Klaben, от н.-нем. Klöben — «сдобная выпечка») — большой пирог из тяжёлого дрожжевого теста с высоким содержанием жира и сухофруктов: изюма-султанки, апельсиновых цукатов, лимонной цедры, миндаля. Специалитет бременской кухни, с 2009 года имеет в ЕС защищённое наименование места происхождения товара. Производство бременского клабена допускается помимо Бремена в Бремерхафене и Фердене.
Клабен похож на более известный дрезденский штоллен, но в отличие от него клабен выпекают в специальных прямоугольных формах длиной около 80 см, не пропитывают по готовности горячим сливочным маслом и не посыпают сахарной пудрой. В тесто для бременского клабена в любом из многочисленных рецептов обязательно добавляется кардамон. Соотношение сухофруктов к тесту в бременском клабене составляет 1:1, за счёт чего он более сочный, чем штоллен. Тестовая заготовка для одного клабена весит 5—6 кг. Производство клабенов начинается задолго до Рождества — за несколько недель до адвента, после Фраймаркта, чтобы выпечка успела пропитаться.
Первые упоминания о клабене в бременских документах датируются 1593 годом. Экзотические ингредиенты для клабена были легко доступны в ганзейском городе. Местные моряки брали с собой клабены в качестве провианта длительного хранения. Бременский клабен обычно подают к кофе. Иногда его мажут дополнительно сливочным маслом или делают на ломтике клабена бутерброд с сыром, ветчиной или копчёной колбасой мажущейся консистенции — меттвурстом. Ломтик клабена также кладут сверху на бутерброд с чёрным хлебом и маслом, вместо колбасы или сыра.